# Simona Gioli
Simona Gioli (ur. 17 września 1977 roku w Rapallo) – włoska siatkarka, reprezentantka kraju, grająca na pozycji środkowej. Wraz z reprezentacją zdobyła srebrny medal na Mistrzostwach Europy w 2005 roku w Chorwacji, a także 2 złote na Mistrzostwach Europy w 2007 roku, rozgrywanych w Belgii i Luksemburgu i na Mistrzostwach Europy w 2009 roku na terenie Polski.

## Sukcesy klubowe
Mistrzostwo Włoch:
- 2001, 2003, 2005, 2007
- 1999, 2000, 2005, 2008

Puchar Włoch:
- 2000, 2001, 2003, 2005, 2007

Puchar CEV:
- 2000, 2005, 2007

Superpuchar Włoch:
- 2000, 2007

Liga Mistrzyń:
- 2006, 2008
- 2001, 2004, 2009

Mistrzostwo Rosji:
- 2009
- 2010

Puchar Rosji:
- 2009

Mistrzostwo Turcji:
- 2013

## Sukcesy reprezentacyjne
Mistrzostwa Europy:
- 2007, 2009
- 2005
- 1999

Grand Prix:
- 2004
- 2007, 2010

Puchar Świata:
- 2007, 2011

Puchar Wielkich Mistrzyń:
- 2009

## Nagrody indywidualne
- 2007: MVP Pucharu CEV
- 2007: MVP i najlepsza blokująca Pucharu Świata
- 2008: MVP Final Four Ligi Mistrzyń
- 2009: Najlepsza atakująca Final Four Ligi Mistrzyń
- 2009: Najlepsza atakująca Mistrzostw Europy
- 2009: MVP i najlepsza atakująca Pucharu Wielkich Mistrzyń